# Warren Lewis
Warren Kendall Lewis (Laurel, 21 de agosto de 1882 — 9 de março de 1975) foi um químico estadunidense.